# 노진초등학교
노진초등학교는 대한민국 경기도 화성시에 있는 공립 초등학교이다.

## 학교 연혁
- 1968.03.01 장안국민학교 노진분교 인가
- 1971.03.01 노진국민학교 개교 인가
- 1996.03.01 노진초등학교 교명 변경
- 2001.02.00 제30회 졸업식(13명 졸업)
- 2008.05.10 현대식 급식실 개축
- 2009.01.06 어학실 및 일반교실 1개 증축
- 2011.03.01 6학급 편성(유치원 1학급, 도움반 1학급)
- 2012.09.01 화성시청 창의지성모델학교 선정
- 2012.09.01 경기도교육청 혁신학교 선정
- 2014.02.18 제43회 졸업식(8명 졸업, 총1030명)
- 2014.03.01 제15대 이홍근 교장 부임
- 2015.03.02 입학(17명)
- 2018.03.04 입학(14명)